# Saltator orenocensis
Saltator orenocensis é uma espécie de ave da família Thraupidae.
Pode ser encontrada nos seguintes países: Colômbia e Venezuela.
Os seus habitats naturais são: florestas secas tropicais ou subtropicais , florestas subtropicais ou tropicais húmidas de baixa altitude e matagal árido tropical ou subtropical.